# Goldene Himbeere 1982
Die Goldene Himbeere 1982 (engl.: 2nd Golden Raspberry Awards) wurde am 29. März 1982, dem Abend der Oscarverleihung, auf einer Potluck-Party verliehen.
Mit insgesamt neun Nominierungen und fünf Goldenen Himbeeren wurde Meine liebe Rabenmutter zum am häufigsten gekürten Film der Verleihung. James Coco, der als schlechtester Nebendarsteller für seine Leistung in Mrs. Hines und Tochter nominiert war, erhielt für seine Darstellung ebenfalls eine Oscarnominierung. Die Auszeichnung als schlechteste Schauspielerin teilten sich in diesem Jahr Bo Derek und Faye Dunaway.

## Preisträger und Nominierungen
| Statistik (aufgeführt werden Filme mit mehr als einer Nominierung) N=Nominierung; S=Sieg(e) |   |   |
| Film                                                                                        | N | S |
| Meine liebe Rabenmutter                                                                     | 9 | 5 |
| Tarzan – Herr des Urwalds                                                                   | 6 | 1 |
| Endlose Liebe                                                                               | 6 | 0 |
| Die Legende vom einsamen Ranger                                                             | 5 | 3 |
| Heaven’s Gate                                                                               | 5 | 1 |
| Der Millionen-Dollar-Junge                                                                  | 2 | 0 |
| Geheimauftrag Hollywood                                                                     | 2 | 0 |
| Mrs. Hines und Tochter                                                                      | 2 | 0 |
| S.O.B. – Hollywoods letzter Heuler                                                          | 2 | 0 |

Es folgt die komplette Liste der Preisträger und Nominierten.
| Kategorien                     | Nominierte                                                                       | |
| ------------------------------ | -------------------------------------------------------------------------------- | --- |
| Schlechtester Film             |                                                                                  | Frank Yablans – Meine liebe Rabenmutter (Mommie Dearest)                                                                |
| Schlechtester Film             | Joann Carelli – Heaven’s Gate                                                    | |
| Schlechtester Film             | Walter Coblenz – Die Legende vom einsamen Ranger (The Legend of the Lone Ranger) | |
| Schlechtester Film             | Bo Derek – Tarzan – Herr des Urwalds (Tarzan, the Ape Man)                       | |
| Schlechtester Film             | Dyson Lovell – Endlose Liebe (Endless Love)                                      | |
| Schlechtester Schauspieler     |                                                                                  | Klinton Spilsbury – Die Legende vom einsamen Ranger (The Legend of the Lone Ranger)                                     |
| Schlechtester Schauspieler     | Gary Coleman – Der Millionen-Dollar-Junge (On the Right Track)                   | |
| Schlechtester Schauspieler     | Bruce Dern – Tattoo – Jede große Liebe hinterläßt ihre Spuren (Tattoo)           | |
| Schlechtester Schauspieler     | Richard Harris – Tarzan – Herr des Urwalds (Tarzan, the Ape Man)                 | |
| Schlechtester Schauspieler     | Kris Kristofferson – Heaven’s Geats und Das Rollover-Komplott (Rollover)         | |
| Schlechteste Schauspielerin    | DerekAdames                                                                      | Bo Derek – Tarzan – Herr des Urwalds (Tarzan, the Ape Man) und Faye Dunaway – Meine liebe Rabenmutter (Mommie Dearest)  |
| Schlechteste Schauspielerin    | DerekAdames                                                                      | Linda Blair – Paranoia (Hell Night)                                                                                     |
| Schlechteste Schauspielerin    | DerekAdames                                                                      | Brooke Shields – Endlose Liebe (Endless Love)                                                                           |
| Schlechteste Schauspielerin    | DerekAdames                                                                      | Barbra Streisand – Jede Nacht zählt (All Night Long)                                                                    |
| Schlechtester Nebendarsteller  | Steve Forrest                                                                    | Steve Forrest – Meine liebe Rabenmutter (Mommie Dearest)                                                                |
| Schlechtester Nebendarsteller  | Steve Forrest                                                                    | Billy Barty – Geheimauftrag Hollywood (Under the Rainbow)                                                               |
| Schlechtester Nebendarsteller  | Steve Forrest                                                                    | Ernest Borgnine – Tödlicher Segen (Deadly Blessing)                                                                     |
| Schlechtester Nebendarsteller  | Steve Forrest                                                                    | James Coco – Mrs. Hines und Tochter (Only When I Laugh)                                                                 |
| Schlechtester Nebendarsteller  | Steve Forrest                                                                    | Danny DeVito – Affen, Gangster und Millionen (Going Ape!)                                                               |
| Schlechteste Nebendarstellerin |                                                                                  | Diana Scarwid – Meine liebe Rabenmutter (Mommie Dearest)                                                                |
| Schlechteste Nebendarstellerin | Rutanya Alda – Meine liebe Rabenmutter (Mommie Dearest)                          | |
| Schlechteste Nebendarstellerin | Farrah Fawcett – Auf dem Highway ist die Hölle los (The Cannonball Run)          | |
| Schlechteste Nebendarstellerin | Mara Hobel – Meine liebe Rabenmutter (Mommie Dearest)                            | |
| Schlechteste Nebendarstellerin | Shirley Knight – Endlose Liebe (Endless Love)                                    | |
| Schlechteste Regie             |                                                                                  | Michael Cimino – Heaven’s Gate                                                                                          |
| Schlechteste Regie             | John Derek – Tarzan – Herr des Urwalds (Tarzan, the Ape Man)                     | |
| Schlechteste Regie             | Blake Edwards – S.O.B. – Hollywoods letzter Heuler (S.O.B.)                      | |
| Schlechteste Regie             | Frank Perry – Meine liebe Rabenmutter (Mommie Dearest)                           | |
| Schlechteste Regie             | Franco Zeffirelli – Endlose Liebe (Endless Love)                                 | |
| Schlechtestes Drehbuch         |                                                                                  | Robert Getchell, Tracy Hotchner, Frank Perry und Frank Yablans – Meine liebe Rabenmutter (Mommie Dearest)               |
| Schlechtestes Drehbuch         | Michael Cimino – Heaven’s Gate                                                   | |
| Schlechtestes Drehbuch         | Blake Edwards – S.O.B. – Hollywoods letzter Heuler (S.O.B)                       | |
| Schlechtestes Drehbuch         | Gary Goddard und Tom Rowe – Tarzan – Herr des Urwalds (Tarzan, the Ape Man)      | |
| Schlechtestes Drehbuch         | Judith Rascoe – Endlose Liebe (Endless Love)                                     | |
| Schlechtester Newcomer         |                                                                                  | Klinton Spilsbury – Die Legende vom einsamen Ranger (The Legend of the Lone Ranger)                                     |
| Schlechtester Newcomer         | Gary Coleman – Der Millionen-Dollar-Junge (On the Right Track)                   | |
| Schlechtester Newcomer         | Martin Hewitt – Endlose Liebe (Endless Love)                                     | |
| Schlechtester Newcomer         | Mara Hobel – Meine liebe Rabenmutter (Mommie Dearest)                            | |
| Schlechtester Newcomer         | Miles O’Keeffe – Tarzan – Herr des Urwalds (Tarzan, the Ape Man)                 | |
| Schlechtester Song             | ShireFrishberg                                                                   | Baby Talk aus Ich brauche einen Erben (Paternity) – Dave Frishberg und David Shire                                      |
| Schlechtester Song             | ShireFrishberg                                                                   | Hearts, Not Diamonds aus Fanatiker (The Fan) – Marvin Hamlisch und Tim Rice                                             |
| Schlechtester Song             | ShireFrishberg                                                                   | Only When I Laugh aus Mrs. Hines und Tochter (Only When I Laugh) – David Shire und Richard Maltby junior                |
| Schlechtester Song             | ShireFrishberg                                                                   | The Man in the Mask aus Die Legende vom einsamen Ranger (The Legend of the Lone Ranger) – John Barry und Dean Pitchford |
| Schlechtester Song             | ShireFrishberg                                                                   | You, You're Crazy aus Da steht der ganze Freeway kopf (Honky Tonk Freeway) – Frank Musker und Dominic Bugatti           |
| Schlechteste Filmmusik         | John Barry                                                                       | John Barry – Die Legende vom einsamen Ranger (The Legend of the Lone Ranger)                                            |
| Schlechteste Filmmusik         | John Barry                                                                       | Ian Fraser – Zorro mit der heißen Klinge (Zorro, The Gay Blade)                                                         |
| Schlechteste Filmmusik         | John Barry                                                                       | David Mansfield – Heaven’s Gate                                                                                         |
| Schlechteste Filmmusik         | John Barry                                                                       | Joe Renzetti – Geheimauftrag Hollywood (Under the Rainbow)                                                              |
| Schlechteste Filmmusik         | John Barry                                                                       | Tangerine Dream – Der Einzelgänger (Thief)                                                                              |